# Хохлова Ольга Степанівна
О́льга Степа́нівна Хохло́ва (фр. Olga Ruiz Picasso nee Khoklova; 17 червня 1891, Ніжин, Україна — 11 лютого 1955, Канни, Франція) — балетна танцівниця російсько-українського походження, артистка «Російського балету» Дягілєва, перша дружина Пабло Пікассо та мати їхнього сина Пауло.

## Життєпис
Народилася 17 червня 1891 у Ніжині в родині офіцера імператорської армії. Її батько, Степан Васильович Хохлов, був поручиком і начальником лазарету Батуринського резервного полку, розміщеного в Ніжині, і дослужився до чину полковника. Мати — Лідія Зінченко — була українкою за походженням. Крім Ольги, у родині Хохлових було ще троє синів та донька. Брати майбутньої балерини пішли батьковими стопами і обрали військову кар'єру.

### Петербурзький період
Раннє дитинство Ольги пройшло в Ніжині, однак у зв'язку з переведенням батька родина переїздить до Петербурга. Там дівчина вступила до Петербурзького пансіону, де й оволоділа французькою мовою. У цей час вона починає захоплюватись балетом і вступає до балетної школи.
У 1912 відбулося знайомство з Сергієм Дягілєвим — засновником та керівником нової школи російського балету. Невдовзі Ольга Хохлова стає балериною трупи «Російського балету Сергія Дягілева», у складі якого вона приїздить у 1917 до Риму. Тут вона знайомиться з Пабло Пікассо, який здійснював оформлення кількох вистав трупи.

### Відносини з Пікассо
Спочатку Пікассо легковажно ставився до відносин з Хохловою. Як представник богеми він вважав: «Жінки для мене поділяються на богинь і підстилок, але перші поступово переходять в другий розряд». Та почуття художника нестримно зростали. Він захопився нею з усім притаманним йому темпераментом, але Ольга не відповідала взаємністю. Рік тривали залицяння Пікассо до Хохлової, і нарешті вона відповіла взаємністю. Якийсь час закохані жили невінчані у паризькому передмісті Монруж. Саме тут художник написав знаменитий «Портрет Ольги в кріслі», який зараз виставлений у паризькому музеї Пікассо. Та одного разу Дягілєв порадив художнику одружитися з нею, або дати їй спокій. Пікассо освідчується їй і жінка погоджується. Перед одруженням Ольга та Пабло уклали шлюбний контракт, за умовами якого все спільно нажите майно (в тому числі і картини Пікассо), належали їм обом, а при умові розлучення все ділилось порівну.
12 липня 1918 Ольга Хохлова і французький художник Пабло Пікассо побралися. Вона стала його першою законною дружиною. Вінчались вони в православній церкві Олександра Невського. На весіллі зібралася майже вся богема Парижу.
4 лютого 1921 у них народився син Пауло (Поль). Кілька років молоде подружжя насолоджувалось сімейним життям. В цей час Ольга створює сімейний затишок для чоловіка. Вплив дружини на творчість художника проявився в тому, що в цей час Пабло вперше та востаннє пише портрети в реалістичному стилі.
Але сімейне життя не склалось. За кілька років подружнього життя між ними почало виникати все більше конфліктів. У їх основі було протистояння тих норм життя, що нав'язувала Ольга Хохлова і протесту Пікассо проти цього.
У січні 1927 Пабло заводить коханку — 17-річну Марі-Терезу Вольтер. Дійшло до того, що він навіть намалював подвійний портрет: Ольгу і Марі разом. Дружина не витримала постійної присутності у її домі третьої жінки і пішла від Пікассо.
Ольга одразу подала на розлучення, але проти нього виступив сам Пікассо. Протест художника був пов'язаний не з тим, що художник досі любив дружину, а з тим що йому було не вигідним розлучення, оскільки Ольга була власницею половини майна. Пабло не хотів ділити свій статок, тому юридично їх шлюб продовжувався ще 20 років. Тепер Пікассо позбувся опіки Ольги, міг жити і писати на свій розсуд.

### Останні роки життя

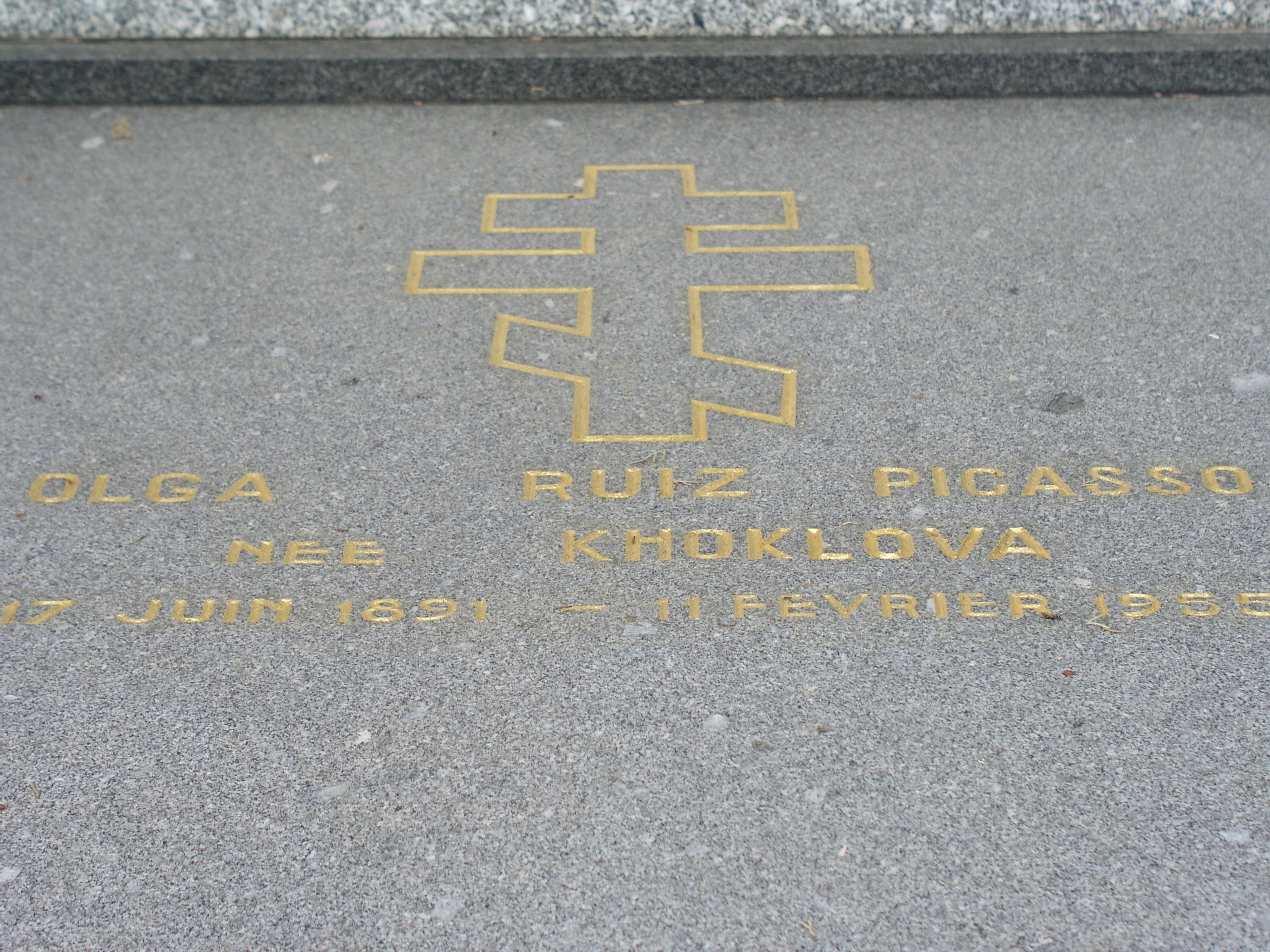
Могила Ольги Хохлової в Каннах

Останні роки життя Ольга Хохлова прожила в місті Канни. Вона хворіла і перед смертю написала чоловіку листа з проханням приїхати, жінка хотіла попрощатися. Але Пікассо так і не проявив співчуття. Ольга Хохлова померла 11 лютого 1955 року у Каннах, Франція.